# Chrysophyllum argenteum
Chrysophyllum argenteum là một loài thực vật có hoa trong họ Hồng xiêm. Loài này được Jacq. mô tả khoa học đầu tiên năm 1760.